# Philippe Struxiano

a Compétitions nationales et continentales officielles uniquement.

b Matchs officiels uniquement.
Dernière mise à jour le 23-06-2019.

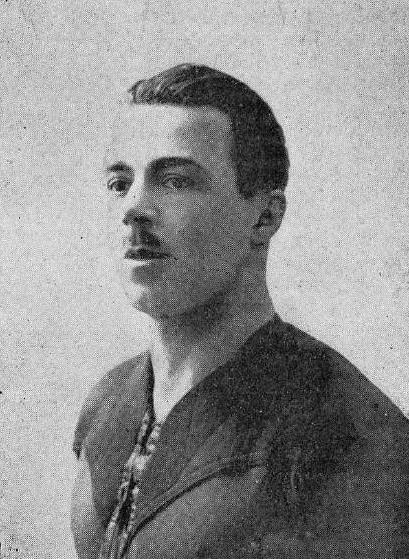
Philippe Struxiano en 1921

Philippe Struxiano  (dit Struc, ou L'Intraitable), né le 11 mars 1891 à Toulouse et mort le 21 avril 1956 également dans la Ville rose, est un joueur de rugby à XV évoluant au poste de demi de mêlée.

## Biographie
Initialement footballeur (il prit part en tant que demi-centre à un match international entre la sélection du Sud et la sélection du Nord de l'Espagne), le stratège buteur aux passes redoutables du Stade toulousain — qui possédait une passe sèche de 20 mètres — fut champion de France à neuf années d'intervalles, signe d'un caractère bien trempé[réf. nécessaire], et membre de la fameuse équipe invaincue en championnat de 1912, dite de la Vierge Rouge. Il se définissait lui-même comme le chien de garde du troupeau des avants : "donnez-moi huit bourriques, et nous serons champions de France !". Sans la Première Guerre mondiale, nul doute que son palmarès eût été plus étoffé encore[réf. nécessaire]. Après Toulouse, il finit sa carrière comme entraîneur-joueur à l'Avignon Rugby Club.
Il fut le président de la Commission Technique du Stade dans les années 1940.
Un stade du quartier de Lespinet à Toulouse porte toujours son nom.

## Palmarès

### En club
- Champion de France: 1912, 1922 (à dix années d'intervalle)
- Vice-champion de France: 1921
- Capitaine du stade Toulousain en 1921 et 1922.

### En équipe nationale
- Jeux interalliés de 1919, en marquant les 8 points de l'équipe française.
- Sept sélections en équipe nationale de rugby à XV, de 1913 à 1920, six fois capitaine durant sa carrière internationale mais ses mauvais rapports avec les officiels de la fédération entraînèrent son départ volontaire, malgré les suppliques du maréchal Foch et du général Weygand (il fut en quelque sorte le premier "rebelle" du rugby français). Il fit partie de la première équipe de France victorieuse sur les terres d'une home union (en Irlande en 1920).